# Thamnophilus melanothorax
Thamnophilus melanothorax là một loài chim trong họ Thamnophilidae.